# Sri Lanka T-Cup
La Sri Lanka T-Cup es una carrera ciclista profesional por etapas que se realiza en Sri Lanka en el mes mayo recorriendo de extremo a extremo la isla.
La carrera fue creada en el año 2017 con el fin de impulsar la imagen de Sri Lanka como un destino turístico seguro y protegido  y es organizada por el promotor de eventos deportivos Lanka Sportreizen. Para el año 2018, la carrera entró a formar parte del circuito UCI Asia Tour bajo categoría 2.2.

## Palmarés
| Año  | Ganador            | Segundo         | Tercero              |           |
| ---- | ------------------ | --------------- | -------------------- | --------- |
| 2017 | George Luis Oconer | Samuel Volkers  | Hari Fitrianto       |           |
| 2018 | Yasuharu Nakajima  | Stepan Astafyev | Yoshimitsu Hiratsuka |           |
| 2019 | cancelada          | cancelada       | cancelada            | cancelada |
| 2020 | cancelada          | cancelada       | cancelada            | cancelada |

## Palmarés por países
| País      | Victorias |
| --------- | --------- |
| Filipinas | 1         |
| Japón     | 1         |